# Voivodato della Masovia (1816-1837)
Il Voivodato della Masovia (in polacco Województwo mazowieckie) fu un'unità amministrativa (Voivodato) del Regno del Congresso (Polonia).

## Storia
Il Voivodato della Masovia esistette dal 1816 al 1837. La sua capitale era Varsavia. Il voivodato fu istituito il 16 gennaio 1816, dal Dipartimento di Varsavia e dalle tre contee del Dipartimento di Bydgoszcz, ed abolito il 23 febbraio 1837, quando fu sostituito dal Governatorato di Masovia. Durante la rivolta di gennaio, il Governo nazionale polacco annunciò il ripristino dei voivodati con i confini del 1816, ristabilendo l'amministrazione del Voivodato della Masovia al posto del Governatorato di Varsavia. Il voivodato esistette dal 1863 al 1864, quando fu abolito e sostituito dal Governatorato di Varsavia.